# Cercle des Nageurs Noiséens
Il Cercle des Nageurs Noiséens (C.N.N.) è una società francese che si occupa di sport acquatici, con sede a Noisy-le-Sec.

## Storia
Fondato nel 1947, il club si occupa di tre discipline acquatiche: nuoto, pallanuoto e nuoto sincronizzato.
Presieduto da Patrick Bugeaud, il Noisy ottiene la sua prima promozione nella massima serie del campionato francese alla fine della stagione 2005-06, arrivando seconda nel campionato di National 1, la seconda divisione.
La prima stagione in massima serie risulta essere un successo, con un 5º posto finale che permette al club di prendere parte alla Coppa LEN 2007-08 (oggi LEN Euro Cup), la seconda competizione europea per club in ordine di importanza. La squadra viene tuttavia eliminata al primo turno a gironi.
Dopo quattro stagioni consecutive in massima serie, il Noisy retrocede alla fine della stagione 2009-10, facendo tuttavia ritorno in Élite già l'anno successivo, grazie alla vittoria del campionato di National 1 2010-11.

## Rosa
| N° |                    | Ruolo | Giocatore            |
| -- | ------------------ | ----- | -------------------- |
|    | Francia (bandiera) | P     | Corentin Dutet       |
|    | Francia (bandiera) | P     | Remi Garsau          |
|    | Francia (bandiera) | P     | Clement Dubois       |
|    | Francia (bandiera) |       | Teyssir Aissi        |
|    | Francia (bandiera) |       | Tom Beteille         |
|    | Francia (bandiera) |       | Enzo Carrera         |
|    | Francia (bandiera) |       | Remy Saudadier       |
|    | Francia (bandiera) |       | Leandre Ondo Methogo |
|    | Francia (bandiera) |       | Emil Bjorch          |

| N° |                        | Ruolo | Giocatore       |
| -- | ---------------------- | ----- | --------------- |
|    | Francia (bandiera)     |       | Denis do Carmo  |
|    | Francia (bandiera)     |       | David Caumette  |
|    | Francia (bandiera)     |       | Vitomir Laces   |
|    | Francia (bandiera)     |       | Sandro Chaplet  |
|    | Francia (bandiera)     |       | Veljko Laces    |
|    | Stati Uniti (bandiera) |       | Alexander Bowen |
|    | Croazia (bandiera)     |       | Ivan Krapić     |
|    | Serbia (bandiera)      |       | Viktor Rašović  |